# 盧道虔
盧 道虔（ろ どうけん、生没年不詳）は、北魏から東魏にかけての官僚。字は慶祖。本貫は范陽郡涿県。

## 経歴
盧淵の四男として生まれた。経書や史書を手すさびに概略を学び、合わせて算術に通じた。孝文帝の娘の済南長公主を妻に迎えた。公主は不倫のため悪名高かったが、若くして死去した。病の徴候のない突然の死であったため、道虔が殺害したものと当時の世間に噂された。宣武帝は醜聞を隠すため、事実を究明しなかった。尚書の推挙により、道虔は国子博士となった。霊太后が公主死去の事件を追及して、道虔は民に落とされ、終身の出仕禁止を言い渡された。527年（孝昌3年）、臨淮王元彧が渦陽救援のために出征することとなると、道虔は奉車都尉に任じられた。永安年間、輔国将軍・通直常侍の位を受けた。まもなく征虜将軍の号を加えられた。勲功を論じられ、臨淄伯の爵位を受け、散騎常侍の位を受けた。東魏の天平初年、征南将軍の号を受け、都官尚書・幽州大中正に転じた。後に驃騎将軍・幽州刺史として出向した。まもなく衛大将軍の号を加えられ、在官のまま死去した。都督幽瀛二州諸軍事・驃騎大将軍・尚書右僕射・司空公・瀛州刺史の位を追贈された。諡は恭文公といった。

## 妻子

### 妻
- 済南長公主（盧昌宇・盧昌仁を生んだ）
- 司馬氏（盧昌裕を生んだ）
- 元氏（盧昌期・盧昌衡を生んだ）

### 子
- 盧昌宇
- 盧昌仁（早逝）
- 盧昌裕
- 盧昌期
- 盧昌衡（字は子均）

### 女
- 女（右衛将軍郭瓊の子の妻）

## 伝記資料
- 『魏書』巻47 列伝第35
- 『北史』巻30 列伝第18